# Planitiae di Fobos
Segue una lista delle planitiae presenti sulla superficie di Fobos. La nomenclatura di Fobos è regolata dall'Unione Astronomica Internazionale; la lista contiene solo formazioni esogeologiche ufficialmente riconosciute da tale istituzione.
Le planitiae di Fobos portano i nomi di personaggi e luoghi de I viaggi di Gulliver di Jonathan Swift.

## Prospetto
| Planitia        | Eponimo                                                                         | Latitudine | Longitudine | Diametro |
| --------------- | ------------------------------------------------------------------------------- | ---------- | ----------- | -------- |
| Lagado Planitia | Lagado - Città capitale del regno di Balnibarbi governato dall'isola di Laputa. | 19° N      | 231° W      | 4 km     |